# 쿡 제도의 지리
쿡 제도는 크게 남쿡제도와 북쿡제도로 나뉜다.

## 남쿡제도
- 아이투타키섬 (Aitutaki)
- 아티우섬 (Atiu)
- 망가이아섬 (Mangaia)
- 마누아에섬 (Manuae)
- 마우케섬 (Mauke)
- 미티아로섬 (Mitiaro)
- 파머스턴섬 (Palmerston Island)
- 라로통가섬 (Rarotonga, 수도)
- 타쿠테아섬 (Takutea)

## 북쿡제도
- 마니히키섬 (Manihiki)
- 나소섬 (Nassau)
- 펜린섬 (Penrhyn Island)
- 푸카푸카섬 (Pukapuka)
- 라카항가섬 (Rakahanga)
- 수바로프섬 (Suwarrow)